# Down Home
Down Home ist ein Jazzalbum von Curtis Fuller. Die am 23. Mai 2011 in den Mile High Music Studios in Wheat Ridge, Colorado, entstandenen Aufnahmen erschienen 2012 auf Capri Records. Es waren die letzten Aufnahmen des Posaunisten, der im Mai 2021 starb.

## Hintergrund
Das Album Down Home nahm Curtis Fuller mit dem Trompeter Al Hood, dem Tenorsaxophonisten Keith Oxman, dem Pianisten Chip Stephenson, dem Bassisten Ken Walker und Todd Reid am Schlagzeug auf; mit dieser Band hatte Fuller auch sein 2011 erschienenes Album I Will Tell Her eingespielt. Das Album enthielt neben Eigenkompositionen des Bandleaders, Chip Stephens’ und Keith Oxmans auch den Standard „Then I’ll Be Tired of You“ (1954) von Arthur Schwartz und Yip Harburg.

## Titelliste
- Curtis Fuller: Down Home (Capri Records CAPRI74116-2)[1]

1. Down Home 6:33
2. Ladies Night 6:57
3. C Hip's Blues (Chip Stephens) 6:20
4. Sadness and Soul (Chip Stephens) 4:21
5. Nu Groove 9:12
6. Then I’ll Be Tired of You (Arthur Schwartz) 8:56
7. Mr. L 5:40
8. Sweetness 8:02
9. Jonli Bercosta (Keith Oxman) 4:52
10. The High Priest 4:11

Sofern nicht anders angegeben, stammen alle Kompositionen von Curtis Fuller.

## Rezeption
Ken Dryden verlieh dem Album in Allmusic vier Sterne und schrieb, mit seinen 75 Jahren zum Zeitpunkt dieser Session 2011 sei der Posaunist Curtis Fuller ganz obenauf mit seinem Spiel gewesen (tatsächlich war er 77 Jahre alt). Das Ganze verbreite das Gefühl, das man von einer Tournee-Band bekommt, nicht von einer, die für nur eine Aufnahme zusammengestellt wurde. Fullers Arrangements seien lebhaft mit reichhaltigem Ensemblespiel, starken Soli und einer hippen Energie, die Lust mache, sie wieder zu hören. Zu den Höhepunkten von Fullers Kompositionen zählten das temperamentvolle Soul-Jazz-Vehikel „Down Home“, der angesagte „Nu Groove“ und die lockere „Sweetness“ mit Al Hoods erhabener gedämpfter Trompete. Stephens habe den prahlerischen „C Hip's Blues“ beigesteuert, der perfekt in das Hardbop-Repertoire der 1960er Jahre gepasst hätte.
John Sumer (Audiophile Audition) schrieb, mit seinen 75 Jahren sei Fullers Spiel immer noch stark. Die Beziehung, die der Posaunist zu seiner Gruppe habe, sei ein Beweis für eine Sessionband, die sich beim Zusammenspiel zu einem knackigen Sextett entwickelt habe. Trumpeter Hood habe einen warmen Ton, der sich gut ins Klangbild mit Fullers Posaune und Oxmans gefühlvollen Saxophon einfüge. Fullers Titelstück sei ansteckend, da er einen Dixieland-Vamp mit Soul-Jazz-Obertönen mit der Frechheit von Al Hoods Trompete kombiniere. Down Home sei durchweg stark und werde denjenigen, die Curtis Fullers Zeit bei Capri Records gefolgt sind, die Hoffnung geben, dass er weiterhin „Mile High“-Musik aufnehme.